# Empoli Football Club 2024-2025
Questa voce raccoglie le informazioni riguardanti l'Empoli Football Club nelle competizioni ufficiali della stagione 2024-2025.

## Stagione
La stagione 2024-2025 è la quarta consecutiva in Serie A per gli azzurri. Nel mercato estivo l'acquisto più rumoroso è probabilmente il difensore Mattia De Sciglio, oltre agli attaccanti Colombo e Esposito.
Nelle prime sei giornate la squadra conquista ben 10 punti, imponendosi tra le mura dell'arrancante Roma e il diretto avversario Cagliari. La prima sconfitta giunge in rimonta in casa della Lazio e la vittoria torna solo otto giornate dopo, in casa del Verona in crescente difficoltà; complice l'andamento in Coppa, si rivela l'ultima vittoria del girone. Nel ritorno, la squadra perde sempre più rendimento ottenendo solo pareggi o sconfitte; quella interna della 26ª giornata contro l'Atalanta fa piombare gli azzurri in zona rossa e in questa striscia negativa l'ultimo tonfo esterno giunge in casa della rivale Fiorentina in corsa per l'Europa. In classifica si trovano in mezzo ai neopromossi Parma e Venezia, tutte sorpassate da Lecce e Cagliari. Le vittorie contro il diretto avversario Parma e in casa del Monza ultimo e già declassato alla 36ª e 37ª giornata rinviano il verdetto all'ultima. Tra le mura amiche si impone il Verona (1-2) e complice la vittoria in rimonta del Parma in casa dell'Atalanta, l'Empoli retrocede in Serie B dopo quattro stagioni.
Il cammino in Coppa Italia si rivela da record: gli azzurri eliminano il Catanzaro ai trentaduesimi e il Torino ai sedicesimi, mentre agli ottavi estromettono la Fiorentina (profondamente scossa per il malore del suo giovane mediano Bove) ai rigori. Sempre ai tiri dal dischetto, gli azzurri eliminano la Juventus di Motta e alla doppia semifinale incrociano il Bologna di Italiano, che si impone nella doppia gara (0-3, 2-1) e vincerà la finale di Roma contro il Milan di Conceição.

## Divise e sponsor
Lo sponsor tecnico per la stagione 2024-2025 è Kappa.
| Casa | Trasferta | Terza divisa |

## Rosa
Rosa aggiornata al 23 febbraio 2025.
| N. |                           | Ruolo | Calciatore                |
| -- | ------------------------- | ----- | ------------------------- |
| 1  | Italia (bandiera)         | P     | Samuele Perisan           |
| 1  | Italia (bandiera)         | P     | Marco Silvestri           |
| 2  | Georgia (bandiera)        | D     | Saba Goglichidze          |
| 3  | Italia (bandiera)         | D     | Giuseppe Pezzella         |
| 4  | Polonia (bandiera)        | D     | Sebastian Walukiewicz     |
| 5  | Italia (bandiera)         | C     | Alberto Grassi (capitano) |
| 6  | Scozia (bandiera)         | C     | Liam Henderson            |
| 7  | Albania (bandiera)        | A     | Stiven Shpendi            |
| 7  | Francia (bandiera)        | D     | Junior Sambia             |
| 8  | Inghilterra (bandiera)    | C     | Tino Anjorin              |
| 9  | Italia (bandiera)         | A     | Francesco Caputo          |
| 9  | Italia (bandiera)         | A     | Pietro Pellegri           |
| 10 | Italia (bandiera)         | C     | Jacopo Fazzini            |
| 11 | Ghana (bandiera)          | A     | Emmanuel Gyasi            |
| 12 | Italia (bandiera)         | P     | Jacopo Seghetti           |
| 13 | Nuova Zelanda (bandiera)  | D     | Liberato Cacace           |
| 15 | Georgia (bandiera)        | D     | Saba Sazonov              |
| 16 | Italia (bandiera)         | C     | Luca Belardinelli         |
| 17 | Norvegia (bandiera)       | A     | Ola Solbakken             |
| 18 | Costa d'Avorio (bandiera) | A     | Christian Kouamé          |

| N. |                           | Ruolo | Calciatore                     |
| -- | ------------------------- | ----- | ------------------------------ |
| 19 | Svezia (bandiera)         | A     | Emmanuel Ekong                 |
| 20 | Ucraina (bandiera)        | C     | Viktor Kovalenko               |
| 21 | Italia (bandiera)         | D     | Mattia Viti                    |
| 22 | Italia (bandiera)         | D     | Mattia De Sciglio              |
| 23 | Colombia (bandiera)       | P     | Devis Vásquez                  |
| 24 | Nigeria (bandiera)        | D     | Tyronne Ebuehi                 |
| 27 | Polonia (bandiera)        | C     | Szymon Żurkowski               |
| 29 | Italia (bandiera)         | A     | Lorenzo Colombo                |
| 30 | Slovenia (bandiera)       | D     | Petar Stojanović               |
| 31 | Italia (bandiera)         | D     | Lorenzo Tosto                  |
| 32 | Svizzera (bandiera)       | C     | Nicolas Haas                   |
| 34 | Albania (bandiera)        | D     | Ardian Ismajli (vice capitano) |
| 35 | Italia (bandiera)         | D     | Luca Marianucci                |
| 36 | Italia (bandiera)         | C     | Jacopo Bacci                   |
| 89 | Italia (bandiera)         | A     | Tommaso Campaniello            |
| 90 | Costa d'Avorio (bandiera) | A     | Ismael Konate                  |
| 93 | Marocco (bandiera)        | C     | Youssef Maleh                  |
| 98 | Italia (bandiera)         | P     | Federico Brancolini            |
| 99 | Italia (bandiera)         | A     | Sebastiano Esposito            |
|    | Portogallo (bandiera)     | A     | Herculano Nabian               |

## Calciomercato

### Sessione estiva
| Acquisti         | Acquisti               | Acquisti    | Acquisti                                     |
| R.               | Nome                   | da          | Modalità                                     |
| ---------------- | ---------------------- | ----------- | -------------------------------------------- |
| C                | Tino Anjorin           | Chelsea     | definitivo                                   |
| P                | Federico Brancolini    | Lecce       | gratuito                                     |
| A                | Lorenzo Colombo        | Milan       | prestito                                     |
| A                | Sebastiano Esposito    | Inter       | prestito con diritto di riscatto (5 milioni) |
| D                | Mattia Viti            | Nizza       | prestito con diritto di riscatto (6 milioni) |
| D                | Saba Sazonov           | Torino      | prestito                                     |
| A                | Ola Solbakken          | Roma        | prestito                                     |
| D                | Junior Sambia          | Salernitana | prestito                                     |
| D                | Mattia De Sciglio      | Juventus    | prestito                                     |
| P                | Devis Vásquez          | Milan       | prestito                                     |
| A                | Pietro Pellegri        | Torino      | prestito                                     |
| C                | Youssef Maleh          | Lecce       | prestito                                     |
| C                | Szymon Żurkowski       | Spezia      | prestito                                     |
| Altre operazioni |                        |             |                                              |
| R.               | Nome                   | da          | Modalità                                     |
| D                | Gabriele Guarino       | Modena      | fine prestito                                |
| D                | Luca Marianucci        | Pro Sesto   | fine prestito                                |
| D                | Petar Stojanović       | Sampdoria   | fine prestito                                |
| C                | Duccio Degli Innocenti | Lecco       | fine prestito                                |
| C                | Nicolas Haas           | Lucerna     | fine prestito                                |
| C                | Liam Henderson         | Palermo     | fine prestito                                |
| C                | Lorenzo Ignacchiti     | Pontedera   | fine prestito                                |
| A                | Emmanuel Ekong         | Istria 1961 | fine prestito                                |
| A                | Davide Merola          | Pescara     | fine prestito                                |

| Cessioni         | Cessioni               | Cessioni     | Cessioni                   |
| R.               | Nome                   | a            | Modalità                   |
| ---------------- | ---------------------- | ------------ | -------------------------- |
| D                | Sebastian Walukiewicz  | Torino       | definitivo (5 milioni €)   |
| D                | Sebastiano Luperto     | Cagliari     | definitivo (3,5 milioni €) |
| D                | Samuele Angori         | Pisa         | definitivo (1,4 milioni €) |
| A                | Davide Merola          | Pescara      | definitivo (150 mila €)    |
| C                | Stiven Shpendi         | Carrarese    | prestito                   |
| D                | Petar Stojanović       | Salernitana  | prestito                   |
| D                | Gabriele Guarino       | Carrarese    | prestito                   |
| C                | Duccio Degli Innocenti | Spezia       | prestito                   |
| A                | Herculano Nabian       | União Leiria | prestito                   |
| C                | Lorenzo Ignacchiti     | Reggiana     | prestito                   |
| A                | Francesco Caputo       |              | rescissione                |
| A                | M'Baye Niang           |              | svincolato                 |
| P                | Etrit Berisha          |              | svincolato                 |
| A                | Mattia Destro          |              | svincolato                 |
| D                | Lorenzo Tonelli        |              | ritiro                     |
| Altre operazioni |                        |              |                            |
| R.               | Nome                   | da           | Modalità                   |
| C                | Nicolò Cambiaghi       | Atalanta     | fine prestito              |
| P                | Elia Caprile           | Napoli       | fine prestito              |
| A                | Matteo Cancellieri     | Lazio        | fine prestito              |
| C                | Răzvan Marin           | Cagliari     | fine prestito              |
| A                | Alberto Cerri          | Como         | fine prestito              |
| C                | Viktor Kovalenko       | Atalanta     | fine prestito              |
| C                | Simone Bastoni         | Spezia       | fine prestito              |
| D                | Bartosz Bereszyński    | Sampdoria    | fine prestito              |

### Sessione invernale
| Acquisti         | Acquisti         | Acquisti   | Acquisti   |
| R.               | Nome             | da         | Modalità   |
| ---------------- | ---------------- | ---------- | ---------- |
| P                | Marco Silvestri  | Sampdoria  | definitivo |
| A                | Christian Kouamé | Fiorentina | prestito   |
| C                | Viktor Kovalenko |            | svincolato |
| Altre operazioni |                  |            |            |
| R.               | Nome             | da         | Modalità   |

| Cessioni         | Cessioni          | Cessioni  | Cessioni                 |
| R.               | Nome              | a         | Modalità                 |
| ---------------- | ----------------- | --------- | ------------------------ |
| A                | Emmanuel Ekong    | Malmö FF  | definitivo (1 milioni €) |
| C                | Luca Belardinelli | Südtirol  | prestito                 |
| P                | Samuele Perisan   | Sampdoria | prestito                 |
| Altre operazioni |                   |           |                          |
| R.               | Nome              | da        | Modalità                 |

## Risultati

### Serie A

#### Girone di andata
| Empoli 18 agosto 2024, ore 20:45 CEST 1ª giornata | Empoli           | 0 – 0 referto | Monza | Stadio Carlo Castellani (7 746 spett.)\| Arbitro: \| Fabbri (Ravenna) \| |
| Arbitro:                                          | Fabbri (Ravenna) |               |       |                                                                          |

| Arbitro: | Zufferli (Udine) |

|                |           |                              |
| Shomurodov 80’ | Marcatori | 45’ Gyasi 61’ (rig.) Colombo |

| Arbitro: | Marinelli (Tivoli) |

|            |           |          |
| Fabbian 2’ | Marcatori | 3’ Gyasi |

| Empoli 14 settembre 2024, ore 18:00 CEST 4ª giornata | Empoli              | 0 – 0 referto | Juventus | Stadio Carlo Castellani (15 715 spett.)\| Arbitro: \| Di Bello (Brindisi) \| |
| Arbitro:                                             | Di Bello (Brindisi) |               |          |                                                                              |

| Arbitro: | Sozza (Seregno) |

|  |           |                              |
|  | Marcatori | 33’ Colombo 49’ Se. Esposito |

| Empoli 29 settembre 2024, ore 18:00 CEST 6ª giornata | Empoli              | 0 – 0 referto | Fiorentina | Stadio Carlo Castellani (13 053 spett.)\| Arbitro: \| Aureliano (Bologna) \| |
| Arbitro:                                             | Aureliano (Bologna) |               |            |                                                                              |

| Arbitro: | Ayroldi (Molfetta) |

|                          |           |                 |
| Zaccagni 45+4’ Pedro 84’ | Marcatori | 9’ Se. Esposito |

| Arbitro: | Abisso (Palermo) |

|  |           |                           |
|  | Marcatori | 63’ (rig.) K'varatskhelia |

| Arbitro: | La Penna (Roma 1) |

|                 |           |                      |
| Charpentier 80’ | Marcatori | 35’ (aut.) Coulibaly |

| Arbitro: | Marchetti (Ostia Lido) |

|  |           |                                   |
|  | Marcatori | 50’, 67’ Frattesi 79’ L. Martínez |

| Arbitro: | Di Bello (Brindisi) |

|              |           |  |
| Pellegri 47’ | Marcatori |  |

| Arbitro: | Sacchi (Macerata) |

|              |           |              |
| Pierotti 77’ | Marcatori | 33’ Pellegri |

| Arbitro: | Marinelli (Tivoli) |

|              |           |           |
| Pellegri 23’ | Marcatori | 76’ Davis |

| Arbitro: | Dionisi (L'Aquila) |

|                               |           |  |
| Morata 19’ Reijnders 44’, 69’ | Marcatori |  |

| Arbitro: | Di Bello (Brindisi) |

|               |           |                                              |
| Tengstedt 35’ | Marcatori | 16’, 19’ Se. Esposito 32’ Cacace 42’ Colombo |

| Arbitro: | Bonacina (Bergamo) |

|  |           |           |
|  | Marcatori | 70’ Adams |

| Arbitro: | Feliciani (Teramo) |

|                                     |           |                                     |
| De Ketelaere 34’, 86’ Lookman 45+1’ | Marcatori | 13’ Colombo 57’ (rig.) Se. Esposito |

| Arbitro: | Rapuano (Rimini) |

|                  |           |                       |
| Se. Esposito 74’ | Marcatori | 46’ Badelj 68’ Ekuban |

| Arbitro: | Sacchi (Macerata) |

|               |           |                  |
| Pohjanpalo 5’ | Marcatori | 32’ Se. Esposito |

#### Girone di ritorno
| Arbitro: | Chiffi (Padova) |

|            |           |                                |
| Cacace 47’ | Marcatori | 6’ Morente 11’, 90+1’ Krstović |

| Arbitro: | Feliciani (Teramo) |

|                                         |           |                  |
| L. Martínez 55’ Dumfries 79’ Thuram 89’ | Marcatori | 83’ Se. Esposito |

| Arbitro: | La Penna (Roma 1) |

|             |           |               |
| Colombo 24’ | Marcatori | 44’ Domínguez |

| Arbitro: | Zufferli (Udine) |

|                                                  |           |               |
| Kolo Muani 61’, 64’ Vlahović 90’ Conceição 90+2’ | Marcatori | 4’ De Sciglio |

| Arbitro: | Pairetto (Nichelino) |

|  |           |                      |
|  | Marcatori | 68’ Leão 76’ Giménez |

| Arbitro: | Doveri (Roma 1) |

|                                  |           |  |
| Ekkelenkamp 19’, 65’ Thauvin 90’ | Marcatori |  |

| Arbitro: | Mariani (Aprilia) |

|  |           |                                                              |
|  | Marcatori | 27’ (aut.) Gyasi 33’ Retegui 43’, 55’ Lookman 74’ Zappacosta |

| Arbitro: | Massa (Imperia) |

|                |           |            |
| J. Vásquez 81’ | Marcatori | 36’ Grassi |

| Arbitro: | Di Bello (Brindisi) |

|  |           |          |
|  | Marcatori | 1’ Soulé |

| Arbitro: | Chiffi (Padova) |

|            |           |  |
| Vlašić 70’ | Marcatori |  |

| Arbitro: | Mariani (Aprilia) |

|              |           |            |
| Douvikas 61’ | Marcatori | 75’ Kouamé |

| Empoli 6 aprile 2025, ore 15:00 CEST 31ª giornata | Empoli            | 0 – 0 referto | Cagliari | Stadio Carlo Castellani (9 054 spett.)\| Arbitro: \| La Penna (Roma 1) \| |
| Arbitro:                                          | La Penna (Roma 1) |               |          |                                                                           |

| Arbitro: | Fabbri (Ravenna) |

|                               |           |  |
| McTominay 18’, 61’ Lukaku 56’ | Marcatori |  |

| Arbitro: | Massa (Imperia) |

|                         |           |                      |
| Fazzini 59’ Anjorin 87’ | Marcatori | 68’ Yeboah 85’ Busio |

| Arbitro: | Rapuano (Rimini) |

|                        |           |             |
| Adli 7’ Mandragora 25’ | Marcatori | 57’ Fazzini |

| Arbitro: | Colombo (Como) |

|  |           |        |
|  | Marcatori | 1’ Dia |

| Arbitro: | Fabbri (Ravenna) |

|                         |           |           |
| Fazzini 11’ Anjorin 86’ | Marcatori | 73’ Đurić |

| Arbitro: | Marinelli (Tivoli) |

|                |           |                                             |
| Birindelli 30’ | Marcatori | 49’ Colombo 51’ Viti 59’ (aut.) Pizzignacco |

| Arbitro: | Doveri (Roma 1) |

|             |           |                        |
| Fazzini 43’ | Marcatori | 4’ Serdar 69’ Bradarić |

### Coppa Italia
| Arbitro: | Arena (Torre del Greco) |

|                                                |           |            |
| Fazzini 8’, 90+3’ Colombo 48’ Se. Esposito 56’ | Marcatori | 13’ Bonini |

| Arbitro: | Ghersini (Genova) |

|           |           |                    |
| Adams 74’ | Marcatori | 30’ Ekong 90’ Haas |

#### Fase a eliminazione diretta
| Arbitro: | Giua (Olbia) |

|                                         |                      |                                                 |
| Kean 59’ Sottil 70’                     | Marcatori            | 4’ Ekong 75’ Se. Esposito                       |
| Guðmundsson Kouamé Ranieri Kean Cataldi | Tiri di rigore 3 – 4 | Colombo Ekong Henderson Marianucci Se. Esposito |

| Arbitro: | Fourneau (Roma 1) |

|                                      |                      |                                    |
| Thuram 66’                           | Marcatori            | 24’ Maleh                          |
| Vlahovic Kolo Muani Locatelli Yıldız | Tiri di rigore 2 – 4 | Henderson Kouamé Cacace Marianucci |

| Arbitro: | Zufferli (Udine) |

|  |           |                                |
|  | Marcatori | 23’ Orsolini 29’, 51’ Dallinga |

| Arbitro: | Marcenaro (Genova) |

|                         |           |               |
| Fabbian 7’ Dallinga 86’ | Marcatori | 33’ Kovalenko |

## Statistiche finali

### Statistiche di squadra
| Competizione | Punti | In casa | In casa | In casa | In casa | In casa | In casa | In trasferta | In trasferta | In trasferta | In trasferta | In trasferta | In trasferta | Totale | Totale | Totale | Totale | Totale | Totale | DR  |
| Competizione | Punti | G       | V       | N       | P       | Gf      | Gs      | G            | V            | N            | P            | Gf           | Gs           | G      | V      | N      | P      | Gf     | Gs     | DR  |
| ------------ | ----- | ------- | ------- | ------- | ------- | ------- | ------- | ------------ | ------------ | ------------ | ------------ | ------------ | ------------ | ------ | ------ | ------ | ------ | ------ | ------ | --- |
| Serie A      | 31    | 19      | 2       | 6       | 10      | 9       | 25      | 19           | 4            | 6            | 9            | 23           | 33           | 38     | 6      | 13     | 19     | 33     | 59     | -26 |
| Coppa Italia | -     | 2       | 1       | 0       | 1       | 4       | 4       | 4            | 1            | 2            | 1            | 6            | 6            | 6      | 2      | 2      | 2      | 10     | 10     | 0   |
| Totale       | -     | 21      | 3       | 7       | 11      | 14      | 30      | 23           | 5            | 8            | 10           | 29           | 39           | 44     | 8      | 15     | 21     | 43     | 69     | -26 |

### Andamento in campionato
| Giornata  | 1  | 2 | 3 | 4 | 5 | 6 | 7 | 8  | 9  | 10 | 11 | 12 | 13 | 14 | 15 | 16 | 17 | 18 | 19 | 20 | 21 | 22 | 23 | 24 | 25 | 26 | 27 | 28 | 29 | 30 | 31 | 32 | 33 | 34 | 35 | 36 | 37 | 38 |
| --------- | -- | - | - | - | - | - | - | -- | -- | -- | -- | -- | -- | -- | -- | -- | -- | -- | -- | -- | -- | -- | -- | -- | -- | -- | -- | -- | -- | -- | -- | -- | -- | -- | -- | -- | -- | -- |
| Luogo     | C  | T | T | C | T | C | T | C  | T  | C  | C  | T  | C  | T  | T  | C  | T  | C  | T  | C  | T  | C  | T  | C  | T  | C  | T  | C  | T  | T  | C  | T  | C  | T  | C  | C  | T  | C  |
| Risultato | N  | V | N | N | V | N | P | P  | N  | P  | V  | N  | N  | P  | V  | P  | P  | P  | N  | P  | P  | N  | P  | P  | P  | P  | N  | P  | P  | N  | N  | P  | N  | P  | P  | V  | V  | P  |
| Posizione | 13 | 7 | 7 | 8 | 5 | 6 | 9 | 10 | 11 | 13 | 11 | 10 | 10 | 10 | 10 | 10 | 11 | 12 | 12 | 14 | 15 | 14 | 16 | 17 | 17 | 18 | 18 | 18 | 18 | 18 | 18 | 19 | 19 | 19 | 19 | 19 | 17 | 18 |

Legenda:

Luogo: C = Casa; T = Trasferta. Risultato: V = Vittoria; N = Pareggio; P = Sconfitta.

### Statistiche dei giocatori
| Giocatore       | Serie A  | Serie A | Serie A     | Serie A    | Coppa Italia | Coppa Italia | Coppa Italia | Coppa Italia | Totale   | Totale | Totale      | Totale     |
| Giocatore       | Presenze | Reti    | Ammonizioni | Espulsioni | Presenze     | Reti         | Ammonizioni  | Espulsioni   | Presenze | Reti   | Ammonizioni | Espulsioni |
| --------------- | -------- | ------- | ----------- | ---------- | ------------ | ------------ | ------------ | ------------ | -------- | ------ | ----------- | ---------- |
| F. Anjorin      | 22       | 3       | 3           | 0          | 0            | 0            | 0            | 0            | 22       | 3      | 3           | 0          |
| J. Bacci        | 4        | 0       | 0           | 0          | 3            | 0            | 0            | 0            | 7        | 0      | 0           | 0          |
| L. Belardinelli | 0        | 0       | 0           | 0          | 1            | 0            | 0            | 0            | 1        | 0      | 0           | 0          |
| L. Cacace       | 33       | 2       | 6           | 0          | 6            | 0            | 0            | 0            | 39       | 2      | 6           | 0          |
| T. Campaniello  | 3        | 0       | 0           | 0          | 1            | 0            | 0            | 0            | 4        | 0      | 0           | 0          |
| F. Caputo       | 1        | 0       | 0           | 0          | 1            | 0            | 0            | 0            | 2        | 0      | 0           | 0          |
| L. Colombo      | 37       | 6       | 4           | 1          | 6            | 1            | 0            | 0            | 43       | 7      | 4           | 1          |
| M. De Sciglio   | 16       | 1       | 0           | 0          | 3            | 0            | 2            | 0            | 19       | 1      | 2           | 0          |
| T. Ebuehi       | 4        | 0       | 0           | 0          | 1            | 0            | 0            | 0            | 5        | 0      | 0           | 0          |
| E. Ekong        | 15       | 0       | 1           | 0          | 3            | 2            | 0            | 0            | 18       | 2      | 1           | 0          |
| S. Esposito     | 33       | 8       | 1           | 0          | 4            | 2            | 1            | 0            | 37       | 10     | 2           | 0          |
| J. Fazzini      | 20       | 4       | 1           | 1          | 2            | 2            | 0            | 0            | 22       | 6      | 1           | 1          |
| E. Gyasi        | 37       | 2       | 5           | 0          | 6            | 0            | 0            | 0            | 43       | 2      | 5           | 0          |
| S. Goglichidze  | 33       | 0       | 2           | 1          | 3            | 0            | 1            | 0            | 36       | 0      | 3           | 1          |
| A. Grassi       | 28       | 1       | 8           | 0          | 3            | 0            | 0            | 0            | 31       | 1      | 8           | 0          |
| N. Haas         | 10       | 0       | 1           | 0          | 2            | 1            | 0            | 0            | 12       | 1      | 1           | 0          |
| L. Henderson    | 36       | 0       | 10          | 0          | 5            | 0            | 1            | 0            | 41       | 0      | 11          | 0          |
| A. Ismajli      | 29       | 0       | 3           | 0          | 2            | 0            | 0            | 0            | 31       | 0      | 3           | 0          |
| I. Konate       | 10       | 0       | 0           | 0          | 3            | 0            | 0            | 0            | 13       | 0      | 0           | 0          |
| C. Kouamé       | 8        | 1       | 0           | 0          | 1            | 0            | 0            | 0            | 9        | 1      | 0           | 0          |
| V. Kovalenko    | 6        | 0       | 0           | 0          | 2            | 1            | 0            | 0            | 8        | 1      | 0           | 0          |
| Y. Maleh        | 22       | 0       | 5           | 1          | 2            | 1            | 0            | 0            | 24       | 1      | 5           | 1          |
| L. Marianucci   | 18       | 0       | 0           | 1          | 6            | 0            | 2            | 0            | 24       | 0      | 2           | 1          |
| P. Pellegri     | 11       | 3       | 3           | 0          | 1            | 0            | 0            | 0            | 12       | 3      | 3           | 0          |
| G. Pezzella     | 34       | 0       | 6           | 0          | 4            | 0            | 1            | 0            | 38       | 0      | 7           | 0          |
| J. Sambia       | 17       | 0       | 0           | 0          | 5            | 0            | 1            | 0            | 22       | 0      | 1           | 0          |
| J. Seghetti     | 1        | -3      | 0           | 0          | 4            | -8           | 0            | 0            | 5        | -11    | 0           | 0          |
| M. Silvestri    | 5        | -11     | 0           | 0          | 0            | -0           | 0            | 0            | 5        | -11    | 0           | 0          |
| O. Solbakken    | 21       | 0       | 2           | 0          | 4            | 0            | 0            | 0            | 25       | 0      | 2           | 0          |
| P. Stojanović   | 1        | 0       | 0           | 0          | 1            | 0            | 0            | 0            | 2        | 0      | 0           | 0          |
| L. Tosto        | 1        | 0       | 0           | 0          | 5            | 0            | 0            | 0            | 6        | 0      | 0           | 0          |
| M. Viti         | 30       | 1       | 3           | 0          | 3            | 0            | 0            | 0            | 33       | 1      | 3           | 0          |
| D. Vásquez      | 32       | -45     | 2           | 0          | 2            | -2           | 0            | 0            | 34       | -47    | 2           | 0          |
| S. Walukiewicz  | 2        | 0       | 0           | 0          | 0            | 0            | 0            | 0            | 2        | 0      | 0           | 0          |
| S. Żurkowski    | 5        | 0       | 0           | 0          | 0            | 0            | 0            | 0            | 5        | 0      | 0           | 0          |